# Religião na Transnístria
As estatísticas oficiais da República Moldava Pridnestroviana mostram que 91% da população da Transnístria adere ao Cristianismo Ortodoxo, com 4% aderindo à Igreja Católica Romana.
O Governo da Transnístria apoiou a restauração e construção de novas igrejas ortodoxas. Afirma que a república tem liberdade religiosa e afirma que 114 crenças e congregações religiosas estão oficialmente registradas. No entanto, até 2009, alguns grupos religiosos enfrentaram obstáculos para o registro, principalmente as Testemunhas de Jeová.

## Igreja Ortodoxa
A Ortodoxia é a religião dominante na República Moldava Pridnestroviana. 

### Igreja Ortodoxa Russa

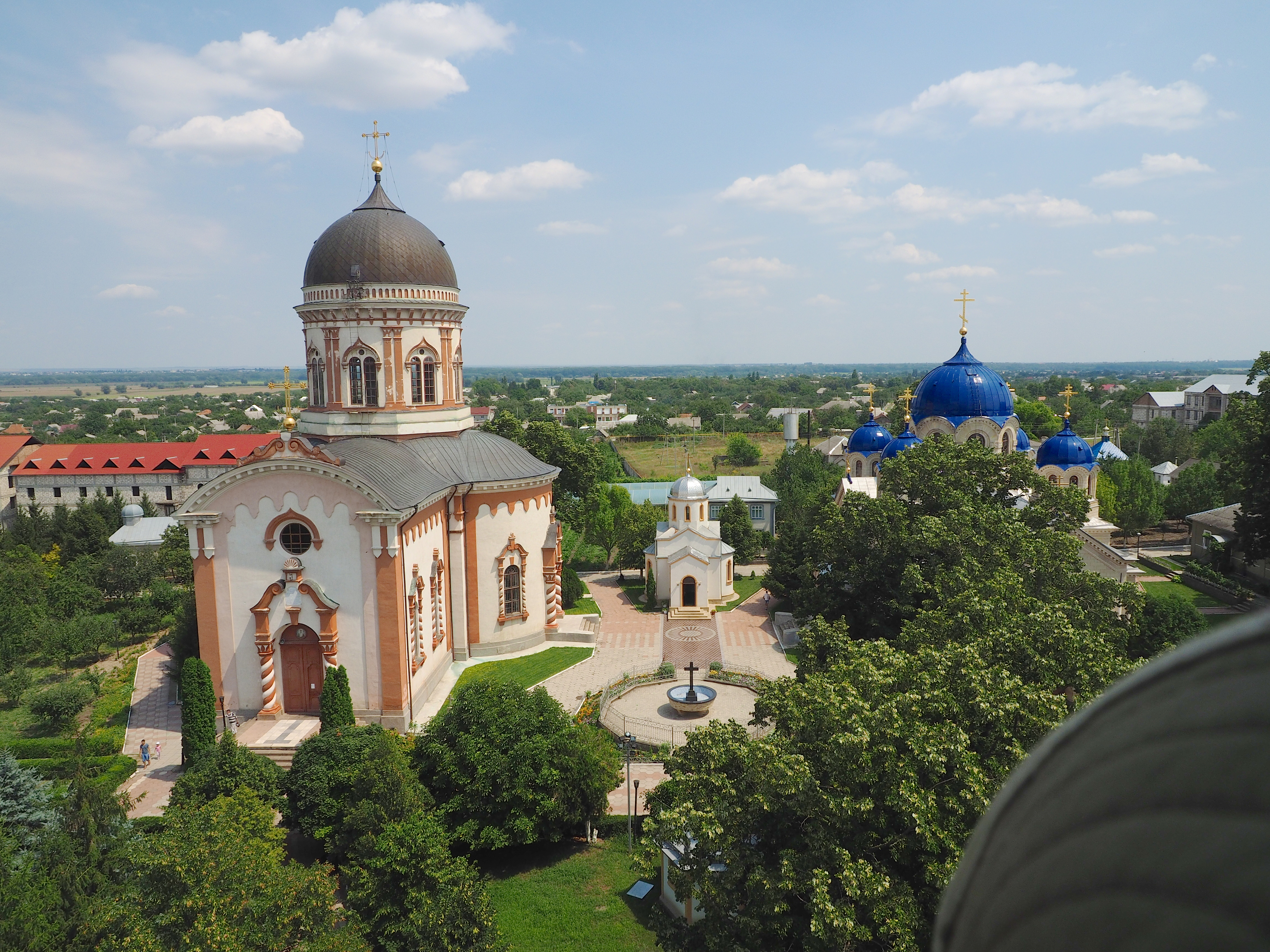
Mosteiro de Novo Neamt na Vila de Chitcani (5 km de Tiraspol)

A maioria dos ortodoxos da Transnístria pertence à jurisdição da Metrópole da Moldávia da Igreja Ortodoxa Russa. O bispo governante desde 5 de março de 2010 é Savva Volkov, arcebispo de Tiraspol e Dubasari. A diocese inclui sete decanatos: Tiraspol, Bender, Slobozia, Grigoriopol, Dubasari, Ribnita e Camenca. As catedrais estão localizadas em Tiraspol e Dubasari.

### Igreja Ortodoxa Romena
A Igreja Ortodoxa Romena é representada na RMP pela diocese de Dubasari e Transnístria, sufragânea da Metrópole da Bessarábia, considerada uma continuação da antiga Missão ortodoxa romena na Transnístria. Está sediada na cidade de Dubasari, no entanto encontra-se devoluta.

## Velhos Crentes

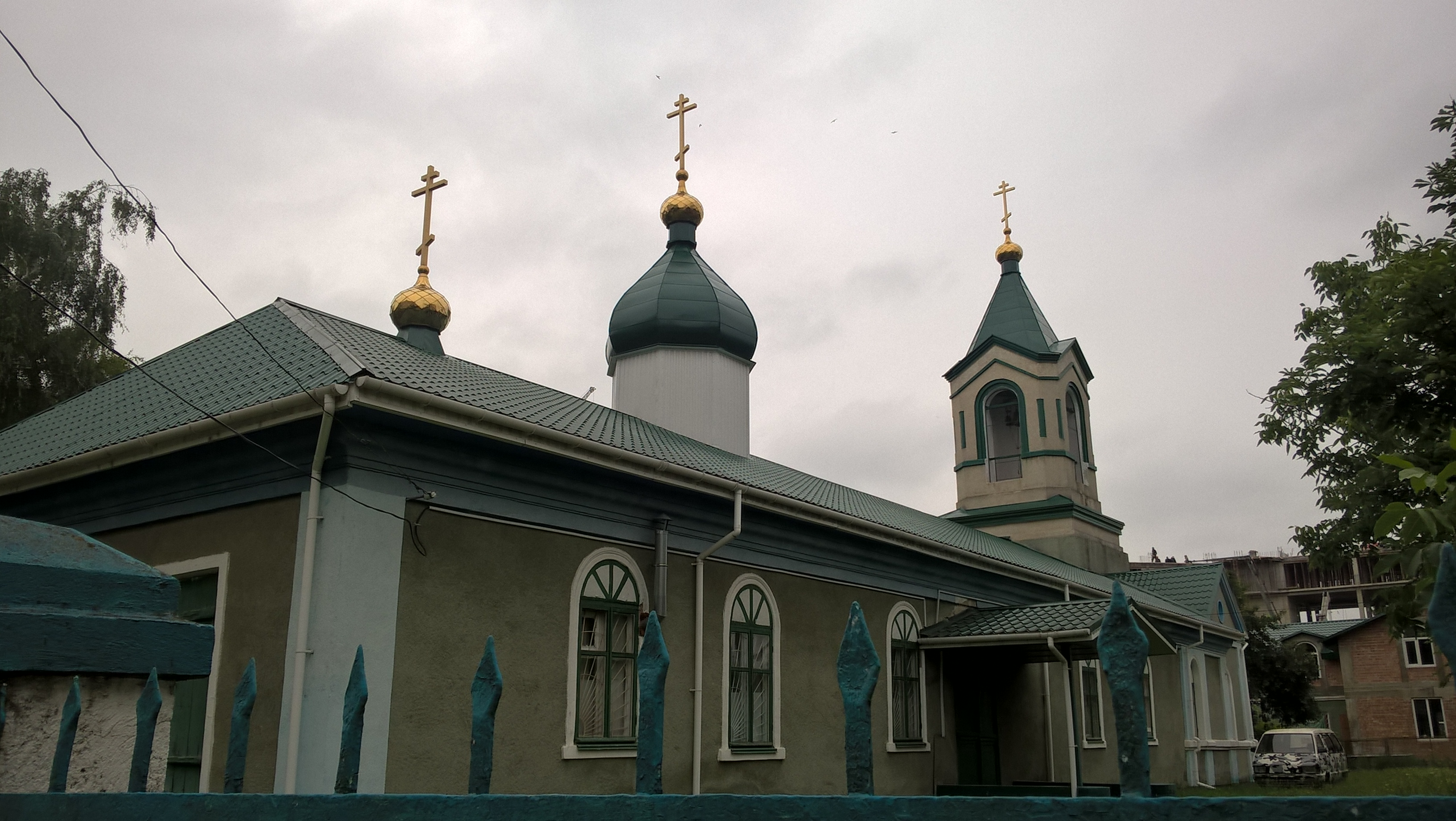
Igreja da Intercessão da Santíssima Theotokos em Tiraspol

O território da Transnístria está sob a diocese de Chisinau e da Moldávia da Igreja Ortodoxa Russa dos Velhos Crentes. Desde 2016, existem três igrejas dos Velho crentes na RMP: igreja da Intercessão da Santíssima Theotokos em Tiraspol, igreja do Grande Mártir Jorge, o Vitorioso na vila de Bicioc e igreja da Intercessão da Santíssima Theotokos em Bender.

## Igreja Católica Romana
Os católicos romanos estão localizados principalmente no norte da Transnístria, onde vive uma notável minoria polonesa.
Em Rascove há uma casa paroquial e uma igreja dilapidada em funcionamento com o nome de São Caetano. Também em Ribnita, uma igreja com o nome de São José está sendo construída. Não há edifícios religiosos de culto em Tiraspol e Bender, a questão de sua construção está sendo considerada. Atualmente, os ritos são realizados na capela paroquial de Tiraspol.
As paróquias da RMP são chefiadas por um bispo-administrador apostólico, o chefe da Igreja Católica Romana na Moldávia, Anton Coșa.

## Protestantismo
O protestantismo está representado em Tiraspol  pela Igreja de Cristo Salvador, Adventistas do Sétimo Dia, Igreja Maranata e Igreja Hemanuel.

## Islamismo
O Islã é uma das menores religiões do Transnístria, onde a maioria da população é ortodoxa ou ateia, mas não faz muito tempo - até o início do séc. XIX - era professado por um significativo, se não a maior parte da população da margem esquerda do Dniester com centro na cidade de Bender, antigo centro do poder otomano na região.

## Judaísmo
Existem 4 sinagogas na Transnístria, em Tiraspol, Bender, Dubasari e Ribnita. Não há rabinos na RMP, por isso os ritos religiosos são realizados por cantores judeus que vivem no território da República da Moldávia e na RMP estão unidos na Associação de Comunidades Judaicas.